# Willi Bäuerle
Willi Bäuerle (* 24. März 1926 in Weinheim; † 1. Februar 1996 in Offenbach am Main) war ein deutscher Politiker (SPD).

## Leben und Beruf
Nach dem Besuch der Volksschule und einer Ausbildung ging Bäuerle von 1940 bis 1943 auf die Unteroffiziersschule. Von November 1944 bis März 1945 nahm er als Soldat am Zweiten Weltkrieg teil.
Bäuerle arbeitete nach dem Krieg als technischer Zeichner. Von 1950 bis 1961 war er als Gewerkschaftssekretär in Weinheim und Offenbach am Main tätig.
Er war verheiratet und hatte zwei Kinder.

## Partei
Bäuerle schloss sich 1945 der SPD an und war von 1960 bis 1965 Vorsitzender des SPD-Ortsvereins Offenbach.

## Abgeordneter
Bäuerle war von 1956 bis 1961 Ratsmitglied der Stadt Offenbach und dort seit 1958 Vorsitzender der SPD-Fraktion. Dem Deutschen Bundestag gehörte er vom 31. Mai 1963, als er für den ausgeschiedenen Abgeordneten Karl Wittrock nachrückte, bis 1976 an. Zunächst über die Landesliste der SPD Hessen ins Parlament nachgerückt, vertrat er von 1965 bis 1976 den Wahlkreis Dieburg.

## Öffentliche Ämter
Bäuerle amtierte von 1962 bis 1967 als hauptamtlicher Stadtrat in Offenbach.